# 傑克·莫里斯
約翰·史考特·莫里斯（英語：John Scott Morris，1955年5月16日—）為美國職棒大聯盟的投手，生涯曾效力過老虎、雙城、藍鳥與印地安人等隊。其擅長球種為快速球、滑球和指叉球。他不僅是1980年被敲出最多安打、全壘打與自責分的投手，也是那時候勝投數和投球局數最高的投手。大聯盟只有9位選手連兩年在不同球隊奪冠，而莫里斯是其中一位。
退休後，莫里斯在藍鳥與老虎兩隊擔任球評，並在2018年入選名人堂。

## 職業生涯

### 底特律老虎
1976年大聯盟選秀，老虎隊在第5輪選進莫里斯。1977年，隊上新人王Mark Fidrych進入傷兵名單，莫里斯也成功登上大聯盟。1979年，他正式進入先發輪值，並拿下17勝7敗，防禦率3.29的成績。1980年，莫里斯在球隊新任投手教練Roger Craig的指導下學會了指叉球，並成為他的武器球種。
莫里斯在老虎隊生涯投出154場完投，其中他自1983年更是投出20次完投。他不僅首度拿下單季20勝，還成為聯盟三振王。
1984年4月7日，莫里斯面對白襪隊投出無安打比賽。該年他投出19勝，防禦率3.60，老虎隊也成功闖進季後賽。他們先在美聯冠軍賽打敗皇家，之後莫里斯在世界大賽上演2場完投勝，球隊便以4勝1敗封王。
1986年，莫里斯投出生涯新高的21勝，7月中還連續3場比賽投出完封勝。1987，莫里斯拿下18勝，幫助老虎重返季後賽。不過他在美聯冠軍賽先發面對雙城吞敗，老虎隊最終也遭到淘汰。1989年，莫里斯先發24場比賽僅拿下6勝。1990年，他吞下生涯新高的18敗，但15勝卻也是全隊最高。

### 明尼蘇達雙城
1991年，莫里斯和雙城隊簽下1年合約。那年他拿下18勝，防禦率3.43。他在美聯冠軍賽先發面對藍鳥兩場全數奪勝。而他在世界大賽2場先發也都拿下勝投，防禦率更是只有1.17。其中他在第七戰更是上演10局完投勝，雙城隊以1比0險勝勇士隊，拿下世界大賽冠軍。而莫里斯也成功拿下世界大賽MVP。他也是第二位兩度拿下貝比·魯斯獎的投手。

### 多倫多藍鳥
雙城隊奪冠後，藍鳥馬上簽下莫里斯。1992年他成為藍鳥隊史首位投出單季20勝的投手，不過他的防禦率4.04稍微偏高。儘管他在世界大賽吞下2敗，季後賽0勝3敗，藍鳥隊依舊拿下世界大賽冠軍。1993年世界大賽，藍鳥以4勝2敗擊敗費城人拿下二連霸，但莫里斯在例行賽僅投出7勝12敗，防禦率6.19，到了季後賽更是因傷而沒能上場。
1993年4月6日，莫里斯寫下連14年擔任開幕戰先發投手的空前紀錄。

### 克里夫蘭印地安人/辛辛那提紅人
1994年，莫里斯加入印地安人，不過他在8月9日遭到釋出。就在被釋出的三天後，大聯盟發動罷工。整季他拿下10勝6敗，防禦率5.60。1995年春訓，莫里斯加入紅人隊試圖重返大聯盟賽場，但最後沒能成功而宣布退休。1996年，他在獨立聯盟打球，並拿下5勝1敗，防禦率2.69。

## 名人堂票選
莫里斯在2000年到2014年間都有名人堂票選資格，但他都沒能通過75%的入選門檻。他在2013年的得票率為67.7%，是個人最佳紀錄。2017年12月，資深選手委員會將莫里斯引薦至名人票選內，後來他和前隊友艾蘭·川默一同入選名人堂。
莫里斯在例行賽生涯僅一個打席，是名人堂選手中最少的。

## 生涯成績
| 勝投 | 敗投 | 防禦率 | 出賽場次 | 先發 | 完投 | 完封 | 投球局數 | 安打 | 失分 | 自責分 | 全壘打 | 保送 | 三振 | 暴投 | 觸身球 |
| ---- | ---- | ------ | -------- | ---- | ---- | ---- | -------- | ---- | ---- | ------ | ------ | ---- | ---- | ---- | ------ |
| 254  | 186  | 3.90   | 549      | 527  | 175  | 28   | 3824.0   | 3567 | 1815 | 1657   | 389    | 1390 | 2478 | 206  | 58     |

## 爭議
- 莫里斯在美國時間2022年8月17日的播報中，戲謔地模仿亞裔人士的口音，被認為是對客隊球員大谷翔平的嘲諷。事後他遭到所屬的Bally Sports無限期禁賽。[13][14][15][16]

## 外部連結
- 球員資訊和成績在MLB ，ESPN ，Retrosheet ，Baseball Reference ，Baseball Reference (Minors) ，Fangraphs ，The Baseball Cube （英文）
- 傑克·莫里斯在台灣棒球維基館上的頁面（繁體中文）